# Ministri della giustizia della Saarland

## Ministri della giustizia della Saarland (dal 1947)
| Nome                     | Inizio dell´ufficio                                             | Governo                                          | Partito |
| ------------------------ | --------------------------------------------------------------- | ------------------------------------------------ | ------- |
| Heinz Braun              | 20 dicembre 1947                                                | Hoffmann I                                       | SPS     |
| Erwin Müller             | 14 aprile 1951                                                  | Hoffmann II                                      | CVP     |
| Heinz Braun              | 23 dicembre 1953                                                | Hoffmann III                                     | SPS     |
| Erwin Müller             | 17 luglio 1954                                                  | Hoffmann IV                                      | CVP     |
| Heinrich Welsch          | 29 ottobre 1955                                                 | Welsch                                           | –       |
| Egon Reinert             | 10 gennaio 1956                                                 | Ney                                              | CDU     |
| Hubert Ney               | 4 giugno 1957                                                   | Reinert I                                        | CDU     |
| Egon Reinert             | 26 febbraio 1959                                                | Reinert II                                       | CDU     |
| Julius von Lautz         | 30 aprile 1959 17 gennaio 1961 19 luglio 1965                   | Röder I Röder II Röder III                       | CDU     |
| Alois Becker             | 1º luglio 1968 13 luglio 1970                                   | Röder III Röder IV                               | CDU     |
| Rainer Wicklmayr         | 23 gennaio 1974 1º marzo 1977 5 luglio 1979                     | Röder V Röder VI Zeyer I                         | CDU     |
| Franz Becker             | 23 maggio 1980                                                  | Zeyer II                                         | CDU     |
| Wolfgang Knies           | 10 luglio 1984                                                  | Zeyer III                                        | CDU     |
| Arno Walter              | 9 aprile 1985 21 febbraio 1990 23 novembre 1994 9 novembre 1998 | Lafontaine I Lafontaine II Lafontaine III Klimmt | SPD     |
| Ingeborg Spoerhase-Eisel | 29 settembre 1999                                               | Müller I                                         | CDU     |
| Josef Hecken             | 6 ottobre 2004                                                  | Müller II                                        | CDU     |